# Tabanović (gmina Mionica)
Tabanović (cyr. Табановић) – wieś w Serbii, w okręgu kolubarskim, w gminie Mionica. W 2011 roku liczyła 352 mieszkańców.